# Paál Albert
Paál Albert (Arad, 1895. augusztus 30.  – Budapest, 1969. december 15.) erdélyi festőművész.

## Életpályája
Paál László unokaöccse. 1910 körül kezdett a nagybányai festőiskolában tanulni, 1915-ig Ferenczy Károly tanítványa volt. Bécsben és Párizsban járt tanulmányi úton (1928). Lippán és Aradon rajztanárként dolgozott. Művei a nagybányai Szépművészeti Múzeumban, magyarországi és romániai magángyűjteményekben találhatóak meg.